# Ryan Pini
Ryan Pini (* 10. Dezember 1981 in Port Moresby) ist ein Schwimmer aus Papua-Neuguinea in den Disziplinen Schmetterling und Freistil.
Pini nahm an den Olympischen Spielen 2004, den Commonwealth Games von 2006, den Schwimmweltmeisterschaften von 2007 in Melbourne und an den Olympischen Spielen 2008 teil.
In Papua-Neuguinea aufgewachsen, trainiert Pini mittlerweile in Brisbane und startet für den Yeronga Park Schwimmclub. Bei den Olympischen Spielen 2004 erreichte er auf 100 m Delfin Platz 18, bei den Commonwealth Games zwei Jahre später holte er auf dieser Distanz bereits Gold, indem er mit 52,64 Sekunden Michael Klim und Moss Burmester schlug. Dieses Gold war die zweite Medaille bei internationalen Meisterschaften und die erste Schwimmmedaille bei den Commonwealth Games überhaupt für Papua-Neuguinea. Bei den Schwimmweltmeisterschaften 2007 trat Pini in den Distanzen 100 m Delfin und 50 m Delfin an. Er erreichte das Semifinale. In der Qualifikation trat Ryan Pini auch auf 100 m Freistil an.
Bei den Olympischen Spielen von 2008 war Pini der Fahnenträger für Papua-Neuguinea. Er war auf Platz eins in der dritten Vorrunde für 200 m Freistil, seine Zeit reichte jedoch nicht für eine Qualifikation im Halbfinale. Ebenfalls über 100 m Freistil schied er im Vorlauf aus. Weitaus besser lief es für Pini über 100 m Delfin. Hier erreichte er das Finale, in dem er Achter und damit Letzter wurde. 2010 gewann Pini bei den Commonwealth Games in Neu-Delhi die Silbermedaille über 100 m Schmetterling.